# Rugby 7 en los Juegos de la Mancomunidad de 2010
El torneo masculino de rugby 7 en los Juegos de la Mancomunidad de 2010, fue la cuarta vez que se hizo presente el rugby en los juegos.
Se disputó en el Delhi University Stadium de Nueva Delhi, India.

## Desarrollo

### Grupo A
| Pos. | Equipo        | Encuentros | Encuentros | Encuentros | Encuentros | Tantos  | Tantos    | Tantos     | Puntos |
| Pos. | Equipo        | jugados    | ganados    | empatados  | perdidos   | a favor | en contra | diferencia | Puntos |
| ---- | ------------- | ---------- | ---------- | ---------- | ---------- | ------- | --------- | ---------- | ------ |
| 1    | Nueva Zelanda | 3          | 3          | 0          | 0          | 141     | 7         | +134       | 9      |
| 2    | Escocia       | 3          | 2          | 0          | 1          | 45      | 63        | −18        | 7      |
| 3    | Canadá        | 3          | 1          | 0          | 2          | 71      | 62        | 9          | 5      |
| 4    | Guyana        | 3          | 0          | 0          | 3          | 0       | 125       | −125       | 3      |

### Grupo B
| Pos. | Equipo    | Encuentros | Encuentros | Encuentros | Encuentros | Tantos  | Tantos    | Tantos     | Puntos |
| Pos. | Equipo    | jugados    | ganados    | empatados  | perdidos   | a favor | en contra | diferencia | Puntos |
| ---- | --------- | ---------- | ---------- | ---------- | ---------- | ------- | --------- | ---------- | ------ |
| 1    | Sudáfrica | 3          | 3          | 0          | 0          | 109     | 5         | +104       | 9      |
| 2    | Gales     | 3          | 2          | 0          | 1          | 99      | 35        | +64        | 7      |
| 3    | Tonga     | 3          | 1          | 0          | 2          | 45      | 72        | −27        | 5      |
| 4    | India     | 3          | 0          | 0          | 3          | 12      | 153       | −141       | 3      |

### Grupo C
| Pos. | Equipo             | Encuentros | Encuentros | Encuentros | Encuentros | Tantos  | Tantos    | Tantos     | Puntos |
| Pos. | Equipo             | jugados    | ganados    | empatados  | perdidos   | a favor | en contra | diferencia | Puntos |
| ---- | ------------------ | ---------- | ---------- | ---------- | ---------- | ------- | --------- | ---------- | ------ |
| 1    | Kenia              | 3          | 3          | 0          | 0          | 69      | 22        | +47        | 9      |
| 2    | Samoa              | 3          | 2          | 0          | 1          | 109     | 29        | +80        | 7      |
| 3    | Papúa Nueva Guinea | 3          | 1          | 0          | 2          | 85      | 65        | +20        | 5      |
| 4    | Malasia            | 3          | 0          | 0          | 3          | 10      | 157       | −147       | 3      |

### Grupo D
| Pos. | Equipo     | Encuentros | Encuentros | Encuentros | Encuentros | Tantos  | Tantos    | Tantos     | Puntos |
| Pos. | Equipo     | jugados    | ganados    | empatados  | perdidos   | a favor | en contra | diferencia | Puntos |
| ---- | ---------- | ---------- | ---------- | ---------- | ---------- | ------- | --------- | ---------- | ------ |
| 1    | Inglaterra | 3          | 3          | 0          | 0          | 135     | 26        | +109       | 9      |
| 2    | Australia  | 3          | 2          | 0          | 1          | 94      | 26        | +68        | 7      |
| 3    | Uganda     | 3          | 1          | 0          | 2          | 35      | 93        | −58        | 5      |
| 4    | Sri Lanka  | 3          | 0          | 0          | 3          | 17      | 136       | −119       | 3      |

### Etapa eliminatoria

#### Bowl (9° puesto)
|  | Cuartos de final   | Cuartos de final   | Cuartos de final   |                    |                    | Semifinales        | Semifinales | Semifinales |  |        | Final Bowl | Final Bowl | Final Bowl |  |
|  |                    |                    |                    |                    |                    |                    |             |             |  |        |            |            |            |  |
|  |                    |                    |                    |                    |                    |                    |             |             |  |        |            |            |            |  |
|  | Canadá             | Canadá             | 43                 |                    |                    |                    |             |             |  |        |            |            |            |  |
|  | Canadá             | Canadá             | 43                 |                    |                    |                    |             |             |  |        |            |            |            |  |
|  | India              | India              | 10                 |                    |                    |                    |             |             |  |        |            |            |            |  |
|  | India              | India              | 10                 |                    | Canadá             | Canadá             | 22          |             |  |        |            |            |            |  |
|  |                    |                    |                    |                    | Canadá             | Canadá             | 22          |             |  |        |            |            |            |  |
|  |                    |                    | Uganda             | Uganda             | 17                 |                    |             |             |  |        |            |            |            |  |
|  | Uganda             | Uganda             | Uganda             | Uganda             | 17                 | 26                 |             |             |  |        |            |            |            |  |
|  | Uganda             | Uganda             |                    |                    |                    |                    |             |             |  |        |            |            |            |  |
|  | Malasia            | Malasia            | 14                 |                    |                    |                    |             |             |  |        |            |            |            |  |
|  | Malasia            | Malasia            | 14                 |                    |                    |                    |             |             |  | Canadá | Canadá     | 10         |            |  |
|  |                    |                    |                    |                    |                    |                    |             |             |  | Canadá | Canadá     | 10         |            |  |
|  |                    |                    | Papúa Nueva Guinea | Papúa Nueva Guinea | 19                 |                    |             |             |  |        |            |            |            |  |
|  | Papúa Nueva Guinea | Papúa Nueva Guinea | Papúa Nueva Guinea | Papúa Nueva Guinea | 19                 | 26                 |             |             |  |        |            |            |            |  |
|  | Papúa Nueva Guinea | Papúa Nueva Guinea |                    |                    |                    |                    |             |             |  |        |            |            |            |  |
|  | Sri Lanka          | Sri Lanka          | 12                 |                    |                    |                    |             |             |  |        |            |            |            |  |
|  | Sri Lanka          | Sri Lanka          | 12                 |                    | Papúa Nueva Guinea | Papúa Nueva Guinea | 24          |             |  |        |            |            |            |  |
|  |                    |                    |                    |                    | Papúa Nueva Guinea | Papúa Nueva Guinea | 24          |             |  |        |            |            |            |  |
|  |                    |                    | Tonga              | Tonga              | 5                  |                    |             |             |  |        |            |            |            |  |
|  | Tonga              | Tonga              | Tonga              | Tonga              | 5                  | 21                 |             |             |  |        |            |            |            |  |
|  | Tonga              | Tonga              |                    |                    |                    |                    |             |             |  |        |            |            |            |  |
|  | Guyana             | Guyana             | 14                 |                    |                    |                    |             |             |  |        |            |            |            |  |
|  | Guyana             | Guyana             | 14                 |                    |                    |                    |             |             |  |        |            |            |            |  |
|  |                    |                    |                    |                    |                    |                    |             |             |  |        |            |            |            |  |

#### Copa de plata (5° puesto)
|  | Semifinal | Semifinal | Semifinal |         |       | 5° puesto | 5° puesto | 5° puesto |  |
|  |           |           |           |         |       |           |           |           |  |
|  |           |           |           |         |       |           |           |           |  |
|  | Gales     | Gales     | 12        |         |       |           |           |           |  |
|  | Gales     | Gales     | 12        |         |       |           |           |           |  |
|  | Samoa     | Samoa     | 38        |         |       |           |           |           |  |
|  | Samoa     | Samoa     | 38        |         | Samoa | Samoa     | 34        |           |  |
|  |           |           |           |         | Samoa | Samoa     | 34        |           |  |
|  |           |           | Escocia   | Escocia | 0     |           |           |           |  |
|  | Kenia     | Kenia     | Escocia   | Escocia | 0     | 17        |           |           |  |
|  | Kenia     | Kenia     |           |         |       | 17        |           |           |  |
|  | Escocia   | Escocia   | 22        |         |       |           |           |           |  |
|  | Escocia   | Escocia   | 22        |         |       |           |           |           |  |
|  |           |           |           |         |       |           |           |           |  |

#### Medalla de oro
|  | Cuartos de final | Cuartos de final | Cuartos de final |            |               | Semifinales   | Semifinales | Semifinales |           |               | Copa          | Copa         | Copa |  |
|  |                  |                  |                  |            |               |               |             |             |           |               |               |              |      |  |
|  |                  |                  |                  |            |               |               |             |             |           |               |               |              |      |  |
|  | Nueva Zelanda    | Nueva Zelanda    | 31               |            |               |               |             |             |           |               |               |              |      |  |
|  | Nueva Zelanda    | Nueva Zelanda    | 31               |            |               |               |             |             |           |               |               |              |      |  |
|  | Gales            | Gales            | 10               |            |               |               |             |             |           |               |               |              |      |  |
|  | Gales            | Gales            | 10               |            | Nueva Zelanda | Nueva Zelanda | 33          |             |           |               |               |              |      |  |
|  |                  |                  |                  |            | Nueva Zelanda | Nueva Zelanda | 33          |             |           |               |               |              |      |  |
|  |                  |                  | Inglaterra       | Inglaterra | 12            |               |             |             |           |               |               |              |      |  |
|  | Inglaterra       | Inglaterra       | Inglaterra       | Inglaterra | 12            | 7             |             |             |           |               |               |              |      |  |
|  | Inglaterra       | Inglaterra       |                  |            |               |               |             |             |           |               |               |              |      |  |
|  | Samoa            | Samoa            | 5                |            |               |               |             |             |           |               |               |              |      |  |
|  | Samoa            | Samoa            | 5                |            |               |               |             |             |           | Nueva Zelanda | Nueva Zelanda | 24           |      |  |
|  |                  |                  |                  |            |               |               |             |             |           | Nueva Zelanda | Nueva Zelanda | 24           |      |  |
|  |                  |                  | Australia        | Australia  | 17            |               |             |             |           |               |               |              |      |  |
|  | Australia        | Australia        | Australia        | Australia  | 17            | 27            |             |             |           |               |               |              |      |  |
|  | Australia        | Australia        |                  |            |               |               |             |             |           |               |               |              |      |  |
|  | Kenia            | Kenia            | 5                |            |               |               |             |             |           |               |               |              |      |  |
|  | Kenia            | Kenia            | 5                |            | Australia     | Australia     | 17          |             |           | Tercer lugar  | Tercer lugar  | Tercer lugar |      |  |
|  |                  |                  |                  |            | Australia     | Australia     | 17          |             |           | Tercer lugar  | Tercer lugar  | Tercer lugar |      |  |
|  |                  |                  | Sudáfrica        | Sudáfrica  | 7             |               |             |             |           |               |               |              |      |  |
|  | Sudáfrica        | Sudáfrica        | Sudáfrica        | Sudáfrica  | 7             | 10            |             |             | Sudáfrica | Sudáfrica     | 17            |              |      |  |
|  | Sudáfrica        | Sudáfrica        |                  |            |               |               |             |             | Sudáfrica | Sudáfrica     | 17            |              |      |  |
|  | Escocia          | Escocia          | 7                |            |               |               |             |             |           |               | Inglaterra    | Inglaterra   | 14   |  |
|  | Escocia          | Escocia          | 7                |            |               |               |             |             |           |               | Inglaterra    | Inglaterra   | 14   |  |
|  |                  |                  |                  |            |               |               |             |             |           |               |               |              |      |  |

### Medallero
| Evento | Oro           | Plata     | Bronce    |
| ------ | ------------- | --------- | --------- |
|        | Nueva Zelanda | Australia | Sudáfrica |